# Saint-Geniès-de-Malgoirès
Saint-Géniès-de-Malgoirès é uma comuna francesa na região administrativa de Occitânia, no departamento de Gard. Estende-se por uma área de 11,54 km². Em 2010 a comuna tinha 3 068 habitantes (densidade: 265,9 hab./km²).